# واباش (نبراسکا)
واباش (به انگلیسی: Wabash) یک منطقهٔ مسکونی در ایالات متحده آمریکا است که در نبراسکا واقع شده‌است. واباش ۳۹۳٫۲ متر بالاتر از سطح دریا قرار دارد.